# Coupe de la fédération vénézuélienne de cyclisme
La Coupe de la fédération vénézuélienne de cyclisme « Courrez pour la vie » (espagnol : Copa Federación Venezolana de Ciclismo „Corre por la vida“) est une course cycliste en ligne disputée au Venezuela. Elle est organisée par la fédération vénézuélienne de cyclisme depuis 2004, la même semaine que la Classique de l'anniversaire de la fédération vénézuélienne de cyclisme. Elle a fait partie trois fois de l'UCI America Tour.

## Palmarès

### Hommes
En jaune : édition amateur
| Année     | Ganador          |
| --------- | ---------------- |
| 2003      | Gil Cordovés     |
| 2004-2006 | non disputés     |
| 2007      | José Alarcón     |
| 2008      | Artur García     |
| 2009      | Honorio Machado  |
| 2010      | Frederick Segura |
| 2011      | Miguel Ubeto     |
| 2012      | Frederick Segura |
| 2013-2014 | Non disputés     |
| 2015      | Honorio Machado  |

### Femmes
En jaune : amateur.
| Année     | Vainqueur              |
| --------- | ---------------------- |
| 2008      | Karelia Judith Machado |
| 2009-2010 | Non disputés           |
| 2011      | Angie González         |
| 2012      | Janildes Fernandes     |
| 2013      | Non disputé            |
| 2014      | Angie González         |
| 2015      | Gleydimar Tapia        |
| 2016      | Janildes Fernandes     |